# Финская Википедия
Финская Википедия (фин. Suomenkielinen Wikipedia) — раздел Википедии на финском языке.
На 10 февраля 2011 года в разделе насчитывалось 262 тысячи статей и 710 тысяч страниц; по числу статей раздел занимал пятнадцатое место.

## Статистика
По состоянию на 16 июля 2025 года финский раздел Википедии содержит 597 876 статей. Зарегистрировано 607 508 участников, из них 1381 совершили какое-либо действие за последние 30 дней, 35 участников имеют статус администратора. Общее число правок составляет 23 371 650. Несмотря на сравнительно среднее количество статей, это считается очень крупным показателем, учитывая, что носителей финского языка насчитывается всего 7 миллионов человек. Таким образом на 1000 человек приходятся 64,3 написанные статьи. Для сравнения в Персидской Википедии насчитывается 1 046 129 статей, а носителей персидского языка насчитывается ~60 миллионов человек.

## История
- 21 февраля 2002 — финский языковой раздел Википедии зарегистрирован по адресу fi.wikipedia.com.
- июнь 2002 — зарегистрировался первый участник с логином V-M Osterman.
- март 2003 — в статьях финской Википедии насчитывается 10 тысяч слов.
- осенью 2003 — в статьях финской Википедии насчитывается 100 тысяч слов.
- февраль 2004 года — зарегистрировано 10 тысяч статей.
- 2 марта 2004 года — первое замеченное цитирование из статьи Pullamössösukupolvi (в значении молодёжь 80-х, поколение 80-х)[4] финской Википедии в финской газете Илталехти[5].
- 2 мая 2004 года — появился финский Викисловарь (Wikisanakirja).
- 11 февраля 2007 года — 100 тыс. статей.
- 4 февраля 2008 года — 150 тыс. статей.
- 12 апреля 2009 года — 200 тыс. статей.
- 24 сентября 2010 года — 250 тыс. статей.
- 26 июня 2012 года — 300 тыс. статей.
- 9 июля 2014 года — 350 тыс. статей.
- 29 августа 2016 года — 400 тыс. статей.
- 28 декабря 2020 года — 500 тыс. статей.